# Socket M
A Socket M egy processzorfoglalat, melyet az Intel készített az Intel Core mobilprocesszorok számára.
A Socket 479 leváltására készült, és ezzel a tokozással gyártották az összes Yonah magos Intel Core-t, a Sossaman magos Dual-Core Xeonokat, és a Merom magos Intel Core 2 Duókat.
Ez tipikusan az Intel Calistoga (945PM/945GM) lapkakészletek foglalata, amely maximum 667 MHz-es FSB-t támogat.
A későbbi mobil Core 2 Duók Socket P foglalatba illeszkednek.
A Socket M egy 478 tűs ZIF PGA foglalat, mely fogadja az 533 és 667 MT/s FSB-jű Celeron M, Core Solo, Core Duo, T5x00 és T7x00 szériájú Core 2 Duo, és a Sossaman magos Xeon processzorokat.
Socket M foglalatba illeszkedő processzorok:
Egymagos processzorok:
- Celeron M410 1.46 GHz 1MB L2 cache 533 MHz FSB 65 nm
- Celeron M420 1.60 GHz 1MB L2 cache 533 MHz FSB 65 nm
- Celeron M430 1.73 GHz 1MB L2 cache 533 MHz FSB 65 nm
- Celeron M440 1.86 GHz 1MB L2 cache 533 MHz FSB 65 nm
- Celeron M450 2.00 GHz 1MB L2 cache 533 MHz FSB 65 nm
- Celeron M520 1.60 GHz 1MB L2 cache 533 MHz FSB 65 nm (64bites)
- Celeron M530 1.73 GHz 1MB L2 cache 533 MHz FSB 65 nm (64bites)
- Core Solo T1200 1.50 GHz 2MB L2 cache 667 MHz FSB 65 nm
- Core Solo T1250 1.73 GHz 2MB L2 cache 533 MHz FSB 65 nm
- Core Solo T1300 1.66 GHz 2MB L2 cache 667 MHz FSB 65 nm
- Core Solo T1350 1.87 GHz 2MB L2 cache 533 MHz FSB 65 nm
- Core Solo T1400 1.83 GHz 2MB L2 cache 667 MHz FSB 65 nm
- Core Solo T1500 2.00 GHz 2MB L2 cache 667 MHz FSB 65 nm

Kétmagos processzorok:
- Core Duo T2050 1.60 GHz 2MB L2 cache 533 MHz FSB 65 nm
- Core Duo T2250 1.73 GHz 2MB L2 cache 533 MHz FSB 65 nm
- Core Duo T2300 1.66 GHz 2MB L2 cache 667 MHz FSB 65 nm
- Core Duo T2350 1.87 GHz 2MB L2 cache 533 MHz FSB 65 nm
- Core Duo T2400 1.83 GHz 2MB L2 cache 667 MHz FSB 65 nm
- Core Duo T2450 2.00 GHz 2MB L2 cache 533 MHz FSB 65 nm
- Core Duo T2500 2.00 GHz 2MB L2 cache 667 MHz FSB 65 nm
- Core Duo T2600 2.17 GHz 2MB L2 cache 667 MHz FSB 65 nm
- Core Duo T2700 2.33 GHz 2MB L2 cache 667 MHz FSB 65 nm
- Pentium Dual-Core T2060 1,60 GHz 1MB L2 cache 533 MHz FSB 65 nm
- Pentium Dual-Core T2080 1,73 GHz 1MB L2 cache 533 MHz FSB 65 nm
- Pentium Dual-Core T2130 1,87 GHz 1MB L2 cache 533 MHz FSB 65 nm
- Core 2 Duo T5200 1.60 GHz 2MB L2 cache 533 MHz FSB 65 nm (64bites)
- Core 2 Duo T5300 1.73 GHz 2MB L2 cache 533 MHz FSB 65 nm (64bites)
- Core 2 Duo T5500 1.67 GHz 2MB L2 cache 667 MHz FSB 65 nm (64bites)
- Core 2 Duo T5600 1.83 GHz 2MB L2 cache 667 MHz FSB 65 nm (64bites)
- Core 2 Duo T7200 2.00 GHz 4MB L2 cache 667 MHz FSB 65 nm (64bites)
- Core 2 Duo T7400 2.17 GHz 4MB L2 cache 667 MHz FSB 65 nm (64bites)
- Core 2 Duo T7600 2.33 GHz 4MB L2 cache 667 MHz FSB 65 nm (64bites)